# Ninomija Hirosi
Ninomija Hirosi (1937. február 13. –) japán válogatott labdarúgó.

## Nemzeti válogatott
A japán válogatottban 12 mérkőzést játszott, melyeken 9 gólt szerzett.

## Statisztika
| Japán válogatott | Japán válogatott | Japán válogatott |
| Időszak          | Mérk.            | gól              |
| ---------------- | ---------------- | ---------------- |
| 1958             | 2                | 0                |
| 1959             | 9                | 9                |
| 1960             | 0                | 0                |
| 1961             | 1                | 0                |
| Összesen         | 12               | 9                |